# سوزان ر. ماثيوز
سوزان ر. ماثيوز (بالإنجليزية: Susan R. Matthews)‏ (يوليو 1952)؛ روائية أمريكية.